# Qatar
|  | Per a altres significats, vegeu «Qatar (desambiguació)». |

Qatar (àrab: قطر, Qaṭar), oficialment l'Estat de Qatar (àrab: دولة قطر, Dawlat Qaṭar), és un estat de l'Orient Mitjà, que ocupa la petita península de Qatar a la costa nord-est de la península Aràbiga. La seva única frontera terrestre es troba amb la veïna monarquia de l'Aràbia Saudita al sud, membre també del Consell de Cooperació per als Estats Àrabs del Golf, amb la resta del seu territori envoltat pel golf Pèrsic. El golf de Bahrain, una entrada del golf Pèrsic, separa Qatar del proper Bahrain.
A principis de 2017, la població total de Qatar era de 2,6 milions: 313.000 ciutadans de Qatar i 2,3 milions d'estrangers. La religió oficial de Qatar és l'islam. En termes d'ingressos, el país té el tercer PIB per capita més alt del món i la sisena RNB per capita més alta (mètode Atlas). Qatar està classificat per l'ONU com un país de molt alt desenvolupament humà, amb el tercer IDH més alt del món àrab després dels Emirats Àrabs Units i l'Aràbia Saudita. Qatar és una economia d'ingressos elevats segons el Banc Mundial, recolzada per la tercera reserva mundial de gas natural i de petroli. És el principal emissor de gasos d'efecte hivernacle del món per capita.
Qatar també adquirí prominència internacional per ésser la seu de l'agència de notícies Al Jazeera, fundada el 1996 pel govern de Qatar, de gran ressò en el món àrab i islàmic, que ha estat el centre de controvèrsies i de tensions amb els EUA.

## Toponímia
El nom podria derivar de Qatara i es creu que es refereix a la ciutat qatariana de Zubara, un important port comercial i ciutat de la regió en l'antiguitat. La paraula «Qatara» va aparèixer per primera vegada al mapa de la Península Aràbiga de Ptolemeu. En àrab estàndard el nom es pronuncia [qɑt ˁ ɑr], mentre que en el dialecte local és [ɡit ˁ ar].

## Història
Sotmès a Bahrein fins al 1868, va passar a dependre de l'Imperi Otomà fins al seu desmembrament el 1915. L'emir 'Abd Allāh va signar un tractat amb el Regne Unit (1916) i l'emirat es va convertir en protectorat britànic.
Després de conèixer la decisió britànica d'abandonar el Golf Pèrsic el 1971, Qatar va ingressar a la Federació d'Emirats Àrabs del Golf Pèrsic (1968). Un cop obtinguda la independència el 1971, es va retirar de la federació, signà un tractat d'amistat amb Gran Bretanya i va ingressar a la Lliga Àrab i a l'ONU el 1971.
Amb un incruent cop d'estat el 1972, Ahmad b'Alī va ser deposat pel seu cosí, el xeic Hammad al-Thani, que es manté fins a l'actualitat en el poder.

## Geografia

Mapa de Qatar

La península de Qatar s'endinsa 175 km dins del golf Pèrsic des de l'Aràbia Saudita. Gran part del país és una planícia baixa i estèril, formada per un desert pedregós amb només una escassa vegetació de matolls xeròfils i pocs oasis. És una de les zones més àrides de l'Orient Mitjà. La manca d'aigua obliga a destil·lar la de la mar per a l'abastiment. Al sud-est hi ha l'impressionant Khor al Adaid o "mar interior", una àrea de dunes de sorra que envolten una badia del golf.
El punt més alt de Qatar és en el Jebel Dukhan a l'oest, una sèrie de baixos afloraments de pedra calcària que va de sud a nord des de Zikrit a través d'Umm Bad fins a la frontera austral, i que arriba fins als 90 metres sobre el nivell de la mar. En aquesta zona també hi ha els principals dipòsits interiors de petroli de Qatar, mentre que els jaciments de gas natural són al mar, al nord-oest de la península.

## Demografia
Quasi tots els habitants de Qatar són musulmans. A més d'àrabs, gran part de la població va migrar des de diverses nacions per treballar en la indústria petroliera del país. L'idioma oficial és l'àrab, però l'anglès és entès àmpliament. La població qatariana només conforma el 20% dels habitants nascuts al país. La majoria són treballadors estrangers vinguts de l'Índia, de l'Iran o de països del nord d'Àfrica. Els expatriats occidentals gaudeixen d'un elevat nivell de vida però no participen en la política del país. El qatarians són partidaris de la interpretació wahhabita de l'islam sunnita i són conservadors. Tot i això, les dones no són forçades a portar vel i tenen dret a tenir carnet de conduir. Els expatriats cristians gaudeixen de llibertat de culte però no estan autoritzats a promoure el cristianisme.
Des que l'explotació petroliera els va permetre d'enriquir-se, la major part de la població del país, formada per beduïns nòmades, és urbana. Prop del 90% dels qatarians resideix a Doha, la capital, o a prop seu; aquesta urbanització va provocar un despoblament dels pobles del nord.

## Política
Qatar és un emirat. Segons la constitució de 1970, el poder executiu cau sobre el Consell de Ministres. La mjlis al-Shura (Assemblea Executiva) té competències consultives. El 29 d'abril de 2003, Qatar va aprovar per referèndum una nova constitució. S'hi preveu l'elecció d'una Assemblea Consultiva de 45 membres (dels quals 15 són designats per l'emir) que podrà proposar l'adopció de lleis, aprovar i ratificar el pressupost, organitzar debats sobre la política del govern i fer preguntes als ministres. La constitució no preveu la creació de partits polítics, però si reconeix el dret a la llibertat d'expressió i associació, el dret a un judici just, i consagra la llibertat de culte.

### Legislació
Segons la Constitució de Qatar, la llei de la xaria és la principal font de la legislació de Qatar, encara que a la pràctica, el sistema legal de Qatar és una barreja de dret civil i llei de la xaria. La llei de la xaria s’aplica al dret de família, a l'herència i a diversos actes delictius (inclosos l'adulteri, el robatori i l'assassinat). En alguns casos, els tribunals familiars basats en la xaria consideren que el testimoni d'una dona val la meitat del d'un home. El dret de família codificat es va introduir el 2006. Es permet la poligàmia islàmica.
A Qatar existeix el càstig corporal judicial. La flagel·lació s’utilitza com a càstig pel consum d'alcohol o per relacions sexuals il·lícites. L'article 88 del codi penal de Qatar declara que la pena per adulteri és de 100 fuetades i, el 2006, una dona filipina va ser condemnada a aquesta pena. El 2010, almenys 18 persones (la majoria estrangers) van ser condemnades a rebre entre 40 i 100 fuetades per delictes relacionats amb "relacions sexuals il·lícites" o consum d'alcohol. El 2011, almenys 21 persones (la majoria nacionals estrangers) van ser condemnades a entre 30 i 100 fuetades pels mateixos motius i el 2012, sis expatriats van ser condemnats a 40 o 100 fuetades. Només els musulmans que es considerin mèdicament aptes són susceptibles de dur a terme aquestes sentències. L'abril de 2013, un expatriat musulmà va ser condemnat a 40 fuetades per consum d'alcohol, i el juny de 2014, un expatriat musulmà va ser condemnat a 40 fuetades per consumir alcohol i conduir sota els seus efectes.
La lapidació és un càstig legal a Qatar, i l'apostasia i l'homosexualitat són delictes castigats amb la pena de mort; no obstant això, la pena no s'ha aplicat per cap dels dos delictes. La blasfèmia pot comportar fins a set anys de presó, mentre que el proselitisme pot comportar una pena de deu anys.

## Economia

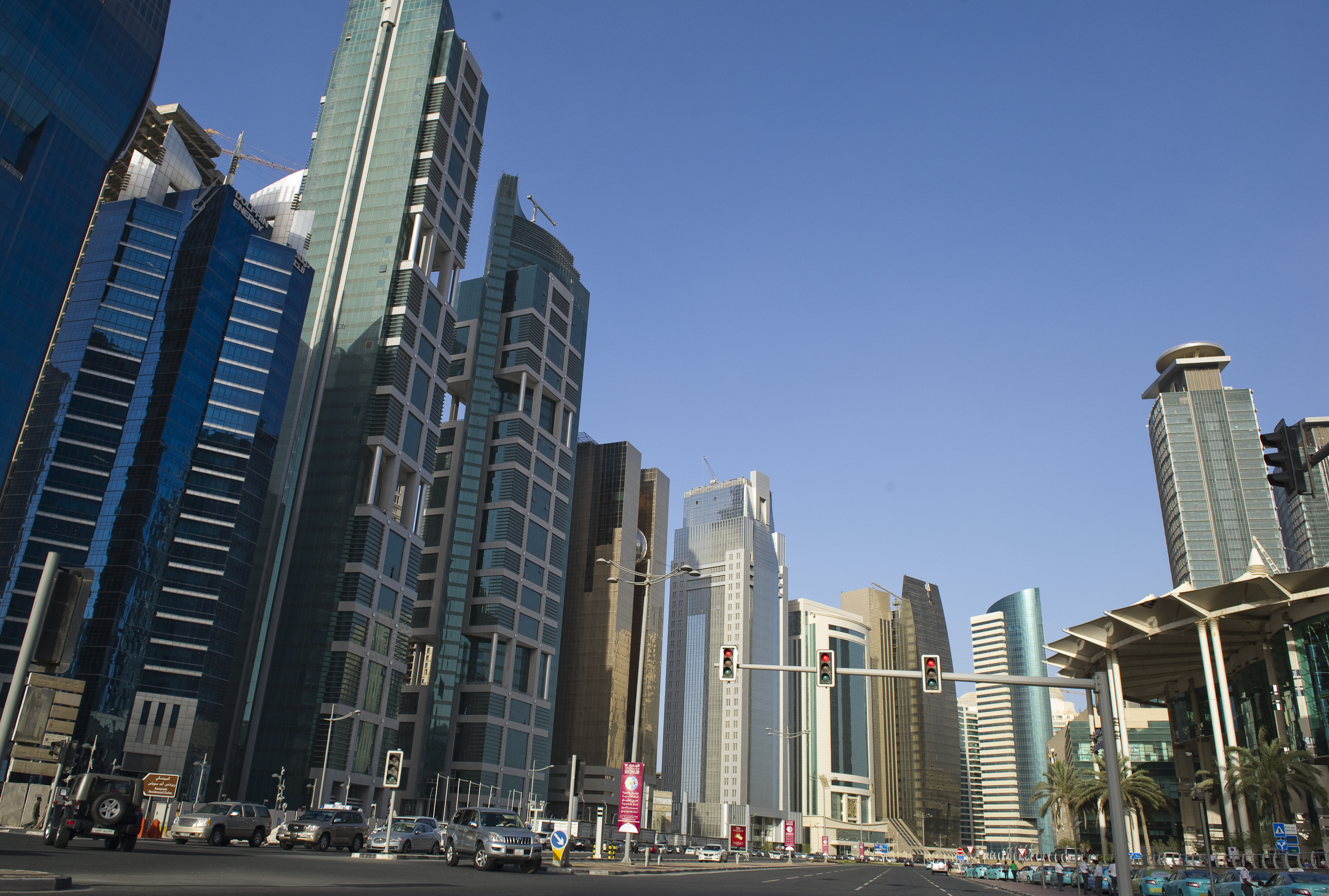
Districte comercial a Doha.

Abans del descobriment del petroli i del gas natural l'economia de Qatar se centrava en la pesca i la recol·lecció de perles. Això no obstant, el descobriment de reserves de petroli, en els anys 1940, va transformar completament l'economia de la nació. Ara el país té un alt nivell de vida, amb molts serveis socials per als seus ciutadans i totes les comoditats de qualsevol nació moderna. La seva economia va créixer ràpidament per 8 anys consecutius, fins al 2008, a causa dels alts preus internacionals del petroli cru.
Les reserves de petroli del país estan estimades en 15 miliards de barrils (2.4 km³). La riquesa i nivell de vida dels de Qatar són comparables a les de nacions de l'Europa Occidental. No obstant això, el govern està estimulant en els últims anys les inversions en sectors no petroliers.

## Organització territorial
Des del 2014, Qatar està dividit en vuit baladiyyes o municipis:
- Al Shamal
- Al Khor
- Al Shahaniya
- Umm Salal
- Al Daayen
- Ad Dawdah, on és la capital, Doha
- Ar Rayyan
- Al Wakrah

### Antics municipis
- Al Jemailiya (fins al 2004)[34]
- Al Ghuwariyah (fins al 2004)[34]
- Jariyan al Batnah (fins al 2004)[34]
- Mesaieed (Umm Sa'id) (fins al 2006)[35]

## Cultura
| Data                  | Nom en català           | Nom local | Notes |
| --------------------- | ----------------------- | --------- | ----- |
| 3 de setembre de 1971 | Dia de la Independència |           |       |

## Esports
- Fou la seu del Campionat del món de futbol de 2022.[36]